# (5533) Bagrov
(5533) Bagrov est un astéroïde de la ceinture principale.

## Description
(5533) Bagrov est un astéroïde de la ceinture principale. Il fut découvert le 21 septembre 1935 à Simeis par Pelagueïa Shajn. Il présente une orbite caractérisée par un demi-grand axe de 2,24 UA, une excentricité de 0,19 et une inclinaison de 5,1° par rapport à l'écliptique.

## Compléments